# Anodyna
Anodyna (z gr. αν + οδυνη; anódynos – "uśmierzający ból") – środek zmniejszający lub uśmierzający ból. Nazwa ta obejmuje przede wszystkim środki narkotyczne: opium i jego pochodne, belladonna, lulek itp., prócz tego środki odurzające, znieczulające ogólnie: eter i chloroform. 
Powszechnie w przeszłości nazwą tą określano tzw. "krople Hoffmanna" (Liquor anodinis Hoffmanni), tj. mieszaninę eteru tzw. "siarczanego" ze spirytusem (czyli roztwór alkoholu etylowego i eteru etylowego), zwaną w XIX wieku "wyskokiem eteryczno-siarczanym".